# غوستاف هاجرمان
غوستاف هاجرمان (بالسويدية: Gustaf David Hagerman)‏ هو مصرفي وشخصية أعمال سويدي، ولد في 22 سبتمبر 1770 في  في السويد، وتوفي في 23 أغسطس 1839 في Ystad church parish ‏ في السويد.